# Fernando Morena
Fernando Morena Belora (Montevideo, 2 de febrero de 1952) es un exfutbolista y director técnico uruguayo. Se consagró como unos de los máximos ídolos de Peñarol y del fútbol uruguayo.
Morena fue un delantero de fuerte temperamento, que poseía una intuición excepcional para generarse espacios y perfilarse de cara al gol para definir con gran precisión. Fue uno de los más destacados delanteros sudamericanos de los años 70 y principios de los 80 y hasta la actualidad es el 2º máximo goleador histórico de la Copa Libertadores con 37 goles y el máximo goleador en la historia del Campeonato Uruguayo de Fútbol con 228 goles.
Desde hace algunos años, Fernando Morena está aquejado de la enfermedad de Alzheimer. 

## Biografía

### Como jugador
Fernando Morena anotó 334 goles en su carrera profesional entre torneos oficiales de liga, copas nacionales, internacionales y selección nacional. Incluyendo partidos no oficiales y amistosos anotó la suma de 668 goles, justo el doble.
En el año 2010, fue reconocido por la F.I.F.A. como el cuarto mejor goleador a nivel mundial, con un promedio de 0.85 goles por partido, a lo largo de toda su carrera.

#### River Plate
Inició su carrera en las divisiones menores del Racing Club de Montevideo en 1967 para luego pasar a River Plate de Montevideo y debutar en Primera División el 5 de octubre de 1969, cuando tenía 17 años.

#### Peñarol
Sus buenas actuaciones lo llevaron a fichar por Peñarol el 23 de enero de 1973, llevado por Juan Ricardo Faccio.
En el cuadro mirasol lograría una brillante carrera, convirtiendo 350 goles oficiales en el club y siendo el goleador del Campeonato Uruguayo 6 años consecutivos (1973, 1974, 1975, 1976, 1977 y 1978) y de la Copa Libertadores en 1974, 1975 y 1982.
Con Peñarol logró ganar siete Campeonatos Uruguayos, una Liga Mayor, una Copa Libertadores de América y una Copa Intercontinental.

#### Rayo Vallecano
En la temporada 1979-80 fichó por el Rayo Vallecano de España, en donde anotó 20 goles en su primera temporada, a pesar de sus buenas actuaciones, no pudo evitar que su equipo descendiera a Segunda División.

#### Valencia
Tras su paso por el Rayo fichó por el Valencia de España para la temporada 1980-81, obteniendo la Supercopa de Europa y anotando el gol del triunfo. Fue el goleador del equipo al anotar 24 goles (16 en liga, 4 en la Copa del Rey y 4 en Copa de Europa).

#### Regreso a Peñarol

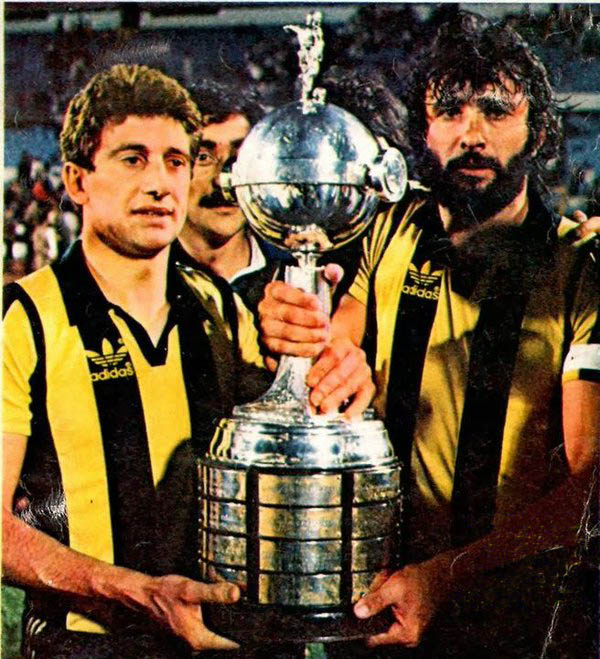
Fernando Morena (izquierda) y Walter Olivera en la Copa Libertadores (1982).

En 1981 regresó a Peñarol, gracias a una gran campaña que realizó la hinchada carbonera con el lema "A Morena lo traemos todos", para juntar fondos y comprar nuevamente su ficha, y jugó hasta la temporada 1984. 
En 1982 fue nuevamente goleador del Campeonato Uruguayo y consiguió la Copa Libertadores de América y la Copa Intercontinental. 
En la final de la Copa Libertadores 1982 disputada en el Estadio Nacional de Santiago, frente al Cobreloa de Chile, anotaría el único gol del partido que le daría el triunfo, anotado en el minuto 89. En dicho torneo, Morena se consagraría como máximo goleador del torneo con 7 goles.

#### Boca Juniors
Luego fichó por Boca Juniors donde jugó sólo 7 partidos y anotó un gol. Tras este fugaz pasaje por el fútbol argentino regresó a Peñarol, donde se retiró el 28 de diciembre de 1984, aunque volvió brevemente al fútbol activo, para jugar con Peñarol la Copa Libertadores 1986.

### Como entrenador
Como director técnico no logró revalidar sus logros como jugador. Dirigió primero al River Plate uruguayo, obteniendo una buena campaña, luego pasó por Peñarol, Real Murcia de España, Huracán Buceo, Rampla Juniors y Colo-Colo de Chile, además de un paso como ayudante técnico de Héctor Núñez, campeón de la Copa América en 1995 disputada en Montevideo y al frente de la selección que disputó el preolímpico de 1996.
Finalmente dirigió a Peñarol, sin embargo los malos resultados sumados a problemas dirigenciales al interior del club provocaron que fuese cesado en diciembre de 2005.

## Selección nacional
Debutó con un gol con la Selección Uruguaya el 27 de octubre de 1971 ante Chile.
Participó en el Mundial de Fútbol de 1974 en Alemania, donde jugó los tres partidos de Uruguay como titular, sin poder anotar.
Fue internacional en 54 ocasiones y marcó en 22 oportunidades. Anotó un gol en su último partido con la camiseta de la selección ante Venezuela, en la edición de 1983 de la Copa América que conquistó Uruguay. En ese encuentro fue fracturado por el jugador vinotinto René Torres.

### Participaciones en Copas del Mundo
| Mundial           | Sede     | Resultado    | Partidos | Goles |
| ----------------- | -------- | ------------ | -------- | ----- |
| Copa Mundial 1974 | Alemania | Primera fase | 3        | 0     |

### Participaciones en Copa América
| Copa              | Sede          | Resultado   | Partidos | Goles |
| ----------------- | ------------- | ----------- | -------- | ----- |
| Copa América 1975 | Sin sede fija | Semifinales | 2        | 1     |
| Copa América 1983 | Sin sede fija | Campeón     | 2        | 2     |

## Trayectoria

### Primera División
| Equipo         | País      | Año       | Partidos | Goles | Promedio |
| -------------- | --------- | --------- | -------- | ----- | -------- |
| River Plate    | Uruguay   | 1969-1972 | 73       | 30    | 0,41     |
| Peñarol        | Uruguay   | 1973-1979 | 140      | 165   | 1,17     |
| Rayo Vallecano | España    | 1979-1980 | 34       | 21    | 0,61     |
| Valencia       | España    | 1980-1981 | 31       | 16    | 0,52     |
| Peñarol        | Uruguay   | 1981-1983 | 50       | 33    | 0,66     |
| Boca Juniors   | Argentina | 1984      | 7        | 1     | 0,14     |
| Peñarol        | Uruguay   | 1984      | 1        | 0     | 0,00     |
| Total          | Total     | Total     | 336      | 266   | 0,79     |

### Copas internacionales
| Equipo   | País    | Año   | Torneo                | Partidos | Goles |
| -------- | ------- | ----- | --------------------- | -------- | ----- |
| Peñarol  | Uruguay | 1973  | Copa Libertadores     | 6        | 2     |
| Peñarol  | Uruguay | 1974  | Copa Libertadores     | 10       | 7     |
| Peñarol  | Uruguay | 1975  | Copa Libertadores     | 6        | 8     |
| Peñarol  | Uruguay | 1976  | Copa Libertadores     | 10       | 2     |
| Peñarol  | Uruguay | 1977  | Copa Libertadores     | 6        | 1     |
| Peñarol  | Uruguay | 1978  | Copa Libertadores     | 6        | 3     |
| Peñarol  | Uruguay | 1979  | Copa Libertadores     | 10       | 4     |
| Valencia | España  | 1980  | Recopa de Europa      | 4        | 3     |
| Valencia | España  | 1980  | Supercopa de Europa   | 2        | 1     |
| Peñarol  | Uruguay | 1982  | Copa Libertadores     | 12       | 7     |
| Peñarol  | Uruguay | 1982  | Copa Intercontinental | 1        | 0     |
| Peñarol  | Uruguay | 1983  | Copa Libertadores     | 6        | 2     |
| Peñarol  | Uruguay | 1986  | Copa Libertadores     | 6        | 1     |
| Total    | Total   | Total | Total                 | 85       | 41    |

### Resumen estadístico
| Competición           | Partidos | Goles | Promedio |
| --------------------- | -------- | ----- | -------- |
| Primera División      | 306      | 267   | 0,87     |
| Copas nacionales      | 6        | 4     | 0,66     |
| Copas internacionales | 85       | 41    | 0,48     |
| Selección Uruguaya    | 54       | 22    | 0,41     |
| TOTAL                 | 451      | 334   | 0,74     |

### Hat-tricks
Actualizado a fin de trayectoria. 
| 1  | 3 de septiembre de 1972  | Parque Saroldi, Montevideo               | River Plate 6–2 Central Español         |  | Campeonato Uruguayo 1972       |
| 2  | 25 de septiembre de 1974 | Tomás Adolfo Ducó, Buenos Aires          | Huracán 0–3 Peñarol                     |  | Copa Libertadores 1974         |
| 3  | 7 de noviembre de 1974   | Centenario, Montevideo                   | Peñarol 6–2 Rentistas                   |  | Campeonato Uruguayo 1974       |
| 4  | 7 de enero de 1975       | Centenario, Montevideo                   | Peñarol 4–2 Cerro                       |  | Liguilla Pre-Libertadores 1974 |
| 5  | 17 de enero de 1975      | Centenario, Montevideo                   | Peñarol 3–1 Liverpool                   |  | Liguilla Pre-Libertadores 1974 |
| 6  | 11 de marzo de 1975      | Centenario, Montevideo                   | Peñarol 5–2 Unión Huaral                |  | Copa Libertadores 1975         |
| 7  | 15 de marzo de 1975      | Centenario, Montevideo                   | Peñarol 4–0 River Plate                 |  | Campeonato Uruguayo 1975       |
| 8  | 18 de mayo de 1975       | Centenario, Montevideo                   | Peñarol 7–2 Defensor                    |  | Campeonato Uruguayo 1975       |
| 9  | 24 de mayo de 1975       | Luis Tróccoli, Montevideo                | Peñarol 5–0 Cerro                       |  | Campeonato Uruguayo 1975       |
| 10 | 1 de junio de 1975       | Centenario, Montevideo                   | Peñarol 4–0 River Plate                 |  | Campeonato Uruguayo 1975       |
| 11 | 6 de agosto de 1975      | Arteijo, La Coruña                       | Peñarol 8–1 Peñarol de Lañas            |  | Amistoso                       |
| 12 | 2 de noviembre de 1975   | Centenario, Montevideo                   | Peñarol 3–2 Liverpool                   |  | Liga Mayor 1975                |
| 13 | 27 de junio de 1976      | Centenario, Montevideo                   | Peñarol 7–1 Rentistas                   |  | Campeonato Uruguayo 1976       |
| 14 | 9 de diciembre de 1976   | Centenario, Montevideo                   | Peñarol 6–1 Huracán Buceo               |  | Liguilla Pre-Libertadores 1976 |
| 15 | 23 de diciembre de 1976  | Centenario, Montevideo                   | Peñarol 5–1 Montevideo Wanderers        |  | Liguilla Pre-Libertadores 1976 |
| 16 | 23 de febrero de 1977    | Centenario, Montevideo                   | Uruguay 3–1 San Lorenzo                 |  | Amistoso                       |
| 17 | 10 de abril de 1977      | Centenario, Montevideo                   | Peñarol 7–0 Bella Vista                 |  | Liga Mayor 1977                |
| 18 | 18 de junio de 1977      | Centenario, Montevideo                   | Peñarol 6–2 Defensor                    |  | Liga Mayor 1977                |
| 19 | 25 de septiembre de 1977 | Centenario, Montevideo                   | Peñarol 4–0 Liverpool                   |  | Campeonato Uruguayo 1977       |
| 20 | 1 de abril de 1978       | Centenario, Montevideo                   | Peñarol 5–1 Bella Vista                 |  | Campeonato Uruguayo 1978       |
| 21 | 31 de mayo de 1978       | Centenario, Montevideo                   | Peñarol 4–3 Fénix                       |  | Campeonato Uruguayo 1978       |
| 22 | 8 de junio de 1978       | Centenario, Montevideo                   | Peñarol 3–1 Danubio                     |  | Campeonato Uruguayo 1978       |
| 23 | 11 de junio de 1978      | Centenario, Montevideo                   | Peñarol 3–1 Bella Vista                 |  | Campeonato Uruguayo 1978       |
| 24 | 16 de julio de 1978      | Centenario, Montevideo                   | Peñarol 7–0 Huracán Buceo               |  | Campeonato Uruguayo 1978       |
| 25 | 3 de septiembre de 1978  | Municipal de Catamarca, Catamarca        | San Lorenzo (Catamarca) 1–5 Peñarol     |  | Amistoso                       |
| 26 | 10 de septiembre de 1978 | 18 de Julio, Tacuarembó                  | Peñarol 4–1 Peñarol (Paso de los Toros) |  | Liga Mayor 1978                |
| 27 | 13 de septiembre de 1978 | Parque Palermo, Montevideo               | Peñarol 9–0 18 de Julio (Fray Bentos)   |  | Liga Mayor 1978                |
| 28 | 1 de octubre de 1978     | Parque Saroldi, Montevideo               | Peñarol 3–1 Rentistas                   |  | Liga Mayor 1978                |
| 29 | 13 de marzo de 1979      | Centenario, Montevideo                   | Peñarol 4–0 Técnico Universitario       |  | Copa Libertadores 1979         |
| 30 | 4 de noviembre de 1979   | Estadio de Vallecas, Comunidad de Madrid | Rayo Vallecano 5–1 CD Málaga            |  | Liga Española 1979-80          |
| 31 | 9 de marzo de 1980       | Estadio de Vallecas, Comunidad de Madrid | Rayo Vallecano 5–2 Burgos CF            |  | Liga Española 1979-80          |
| 32 | 27 de diciembre de 1980  | Insular, Las Palmas de Gran Canaria      | Las Palmas 1–4 Valencia                 |  | Liga Española 1980-81          |
| 33 | 24 de octubre de 1981    | Centenario, Montevideo                   | Peñarol 6–2 Montevideo Wanderers        |  | Campeonato Uruguayo 1981       |
| 34 | 21 de noviembre de 1981  | Centenario, Montevideo                   | Peñarol 3–0 Defensor                    |  | Campeonato Uruguayo 1981       |
| 35 | 13 de marzo de 1982      | Mario Sobrero, Rocha                     | Peñarol (Rocha) 0–6 Peñarol             |  | Amistoso                       |
| 36 | 24 de julio de 1982      | Centenario, Montevideo                   | Peñarol 5–1 Rampla Juniors              |  | Campeonato Uruguayo 1982       |
| 37 | 23 de enero de 1983      | Mario Sobrero, Rocha                     | Peñarol 7–1 Peñarol (Rocha)             |  | Amistoso                       |
| 38 | 17 de agosto de 1984     | Nuñorco, Monteros                        | Unión (Simoca) 0–6 Boca Juniors         |  | Amistoso                       |

## Palmarés

### Campeonatos nacionales
| Título                  | Equipo  | País    | Año  |
| ----------------------- | ------- | ------- | ---- |
| Campeonato Uruguayo (1) | Peñarol | Uruguay | 1973 |
| Campeonato Uruguayo (2) | Peñarol | Uruguay | 1974 |
| Campeonato Uruguayo (3) | Peñarol | Uruguay | 1975 |
| Liga Mayor              | Peñarol | Uruguay | 1978 |
| Campeonato Uruguayo (4) | Peñarol | Uruguay | 1978 |
| Campeonato Uruguayo (5) | Peñarol | Uruguay | 1979 |
| Campeonato Uruguayo (6) | Peñarol | Uruguay | 1981 |
| Campeonato Uruguayo (7) | Peñarol | Uruguay | 1982 |

### Copas internacionales
| Título                | Equipo             | País    | Año  |
| --------------------- | ------------------ | ------- | ---- |
| Supercopa de Europa   | Valencia           | España  | 1980 |
| Copa Libertadores     | Peñarol            | Uruguay | 1982 |
| Copa Intercontinental | Peñarol            | Uruguay | 1982 |
| Copa América          | Selección uruguaya | Brasil  | 1983 |

### Distinciones individuales
| Distinción                                                            | Año  |
| --------------------------------------------------------------------- | ---- |
| Máximo goleador del Campeonato Uruguayo (23 goles)                    | 1973 |
| Máximo goleador del Campeonato Uruguayo (27 goles)                    | 1974 |
| Máximo goleador de la Liguilla Pre-Libertadores de América (9 goles)  | 1974 |
| Máximo goleador de la Copa Libertadores (7 goles)                     | 1974 |
| Máximo goleador del Campeonato Uruguayo (34 goles)                    | 1975 |
| Máximo goleador de la Liguilla Pre-Libertadores de América (9 goles)  | 1975 |
| Máximo goleador de la Copa Libertadores (8 goles)                     | 1975 |
| Máximo goleador de la Liga Mayor (11 goles)                           | 1975 |
| Máximo goleador del Campeonato Uruguayo (18 goles)                    | 1976 |
| Máximo goleador de la Liguilla Pre-Libertadores de América (12 goles) | 1976 |
| Máximo goleador del Campeonato Uruguayo (19 goles)                    | 1977 |
| Máximo goleador de la Liguilla Pre-Libertadores de América (4 goles)  | 1977 |
| Máximo goleador del Campeonato Uruguayo (36 goles)                    | 1978 |
| Máximo goleador del Torneo Copa de Oro (11 goles)                     | 1982 |
| Máximo goleador del Campeonato Uruguayo (17 goles)                    | 1982 |
| Máximo goleador de la Copa Libertadores (7 goles)                     | 1982 |
| Máximo goleador histórico de Peñarol (440 goles)                      |      |
| Máximo goleador histórico del Campeonato Uruguayo (228 goles)         |      |
| 2º Goleador histórico de la Copa Libertadores (37 goles)              |      |
| Máximo goleador histórico de la Liga Mayor (50 goles)                 |      |

## Récords
- Máximo goleador en la historia del Campeonato Uruguayo con 228 anotaciones.[2]
- Máximo goleador histórico de Peñarol con 440 goles. (Incluyendo goles en partidos amistosos)[cita requerida]
- Máximo goleador histórico de la Liga Mayor con 50 goles.
- Jugador que más goles convirtió en un mismo partido por el Campeonato Uruguayo[n 1], con 7 goles, jugando por Peñarol ante Huracán Buceo en 1978.[8]
- Máximo goleador de la historia en un torneo del Campeonato Uruguayo con 36 goles en 1978.[9]
- Cuarto máximo goleador uruguayo de la historia, con 334 goles.[10]
- Único jugador goleador de la Copa Libertadores en tres ediciones (1974, 1975 y 1982).[1]
- Máximo goleador uruguayo en la historia de la Copa Libertadores con 37 goles en 77 partidos, segundo en la Tabla histórica detrás de Alberto Spencer con 54 goles.[1]